# It's My Time
It's My Time fue la canción británica en el Festival de la Canción de Eurovisión 2009, que se celebró en Moscú (Rusia) en mayo de 2009. La canción fue compuesta y escrita por Lord Andrew Lloyd Webber y Diane Warren.
La canción fue cantada por Jade Ewen y Lloyd Webber acompañó a Jade tocando el piano en el escenario en Moscú.